# Walckenaeria kazakhstanica
Walckenaeria kazakhstanica är en spindelart som beskrevs av Kirill Yeskov 1995. Walckenaeria kazakhstanica ingår i släktet Walckenaeria och familjen täckvävarspindlar. Inga underarter finns listade i Catalogue of Life.